# Кверчагроса (Модена)
Кверчагроса је насеље у Италији у округу Модена, региону Емилија-Ромања.
Према процени из 2011. у насељу је живело 509 становника. Насеље се налази на надморској висини од 714 м.